# Exalcidion tetracanthum
Exalcidion tetracanthum là một loài bọ cánh cứng trong họ Cerambycidae.